# سوكابومي
سوكابومي (بالإنجليزية: Sukabumi)‏ هي مدينة تقع في إندونيسيا في جاوة الغربية. يقدر عدد سكانها بـ 321,205 نسمة وترتفع عن سطح البحر 584 متر.

## المدن التوأمة
مدينة مانيسا (مدينة) هي مدينة توأمة لـسوكابومي.

## أعلام
- هابي سلمى
- ري كرامر
- بيت ميتمان